# Edward Horsman
Pour les articles homonymes, voir Horsman.
Edward Horsman (8 février 1807 - 30 novembre 1876) est un homme politique britannique.

## Jeunesse et éducation
Il est le fils de William Horsman, un gentleman aisé de Stirling, en Écosse, décédé le 22 mars 1845, âgé de 86 ans et de Jane, troisième fille de Sir John Dalrymple, 4e baronnet, et sœur des 7e et 8e comtes de Stair ; elle est décédée en 1833. Il est entré à la Rugby School au milieu de l'été 1819, puis s'est rendu au Trinity College de Cambridge, mais n'a pas obtenu de diplôme. Pendant son séjour à Cambridge, il participe à trois matchs de Cricket de première classe . Il est admis avocat du barreau écossais en 1832, mais n'a pas exercé longtemps sa profession .

## Carrière politique

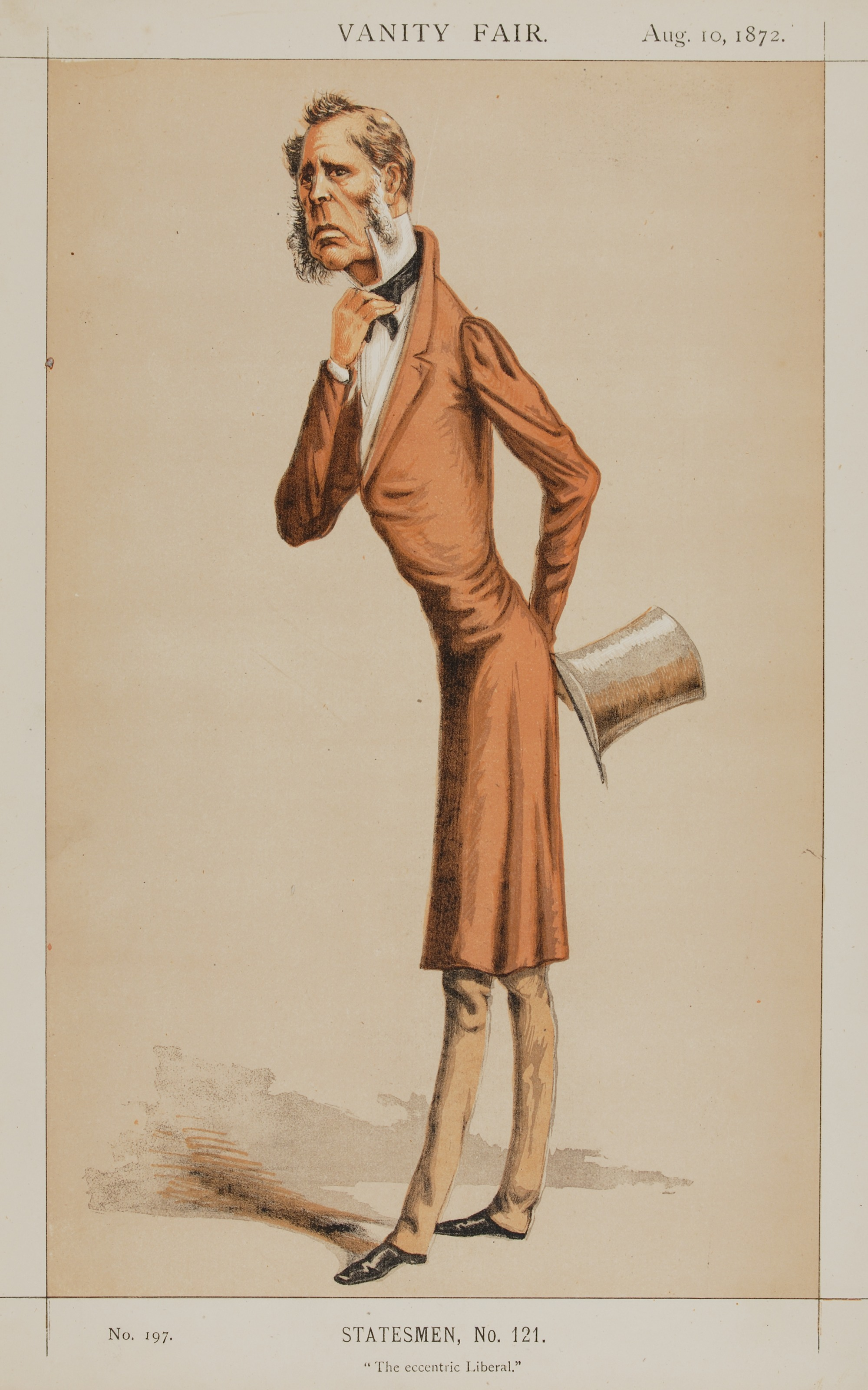
Horsman par Lyall dans Vanity Fair, 1872

En tant que libéral modéré, il se présente sans succès à Cockermouth en 1835, mais est élu aux élections suivantes le 15 février 1836 et continue à représenter la circonscription jusqu'au 1er juillet 1852. Battu aux élections générales de cette date, il est réélu sans opposition le 28 juin 1853 pour Stroud, et siège dans cette ville jusqu'au 11 novembre 1868. Aux Élections générales britanniques de 1868, il se présente sans succès à Falkirk Burghs . Du 11 mai 1869 à sa mort, il est député de Liskeard, mais il s'est alors tellement éloigné du Parti libéral qu'il est opposé à deux occasions à des membres plus avancés de son propre parti, en 1869, avec Sir F. Lycett, et en 1874 avec Leonard Courtney.
Au début de sa carrière politique (janvier 1840), Horsman, en s'adressant à ses électeurs à Cockermouth, dénonce James Bradshaw, député de Canterbury, pour avoir dit du mal de la reine et pour avoir sympathisé secrètement avec les chartistes. Une correspondance amère est suivie d'un duel à Wormwood Scrubbs, qui n'a pas donné de résultats sérieux. Bradshaw s'est finalement excusé. Horsman est de septembre à août 1841 un jeune Lords du Trésor dans l'administration de Lord Melbourne. Il critique sévèrement, et parfois avec amertume personnelle, la politique ecclésiastique du ministère de Lord John Russell de 1847, comme étant beaucoup trop favorable aux évêques. Un vote de censure sur les commissaires ecclésiastiques est proposé par lui et rejeté le 14 décembre 1847. Le 26 avril 1850, lors de la discussion sur le projet de loi sur la commission ecclésiastique, Horsman attaque intelligemment les évêques et pointe Goulburn pour le dénoncer comme "un homme déçu" dans ses espoirs de fonction. En mars 1855, lorsque Lord Palmerston devient Premier ministre et que les Peelites se retirent du cabinet, Horsman est nommé Secrétaire en chef pour l'Irlande et membre des conseils privé britannique et irlandais. Il démissionne de son poste de secrétaire en chef après les élections générales d'avril 1857 et assume désormais un poste plus indépendant à la Chambre des communes. Avec Robert Lowe, il résiste au projet de loi réformiste déposé par William Ewart Gladstone en mars 1866. John Bright, s'exprimant en deuxième lecture (13 mars 1866), attribue l'hostilité de Lowe à l'influence de Horsman et dépeint Horsman se retirant "dans ce que l'on pourrait appeler sa grotte politique d'Adullam, à laquelle il invite tous ceux qui sont en détresse, et tous ceux qui sont mécontents". Selon le parti de Bright Horsman, auquel le sobriquet de Bright de la "grotte" a été attribué depuis, ne comprenait que lui-même et M. Lowe, mais trente-trois députés libéraux qui ont voté contre la deuxième lecture du projet de loi sur lequel le ministère a ensuite été battu en commission (18 juin). Horsman a maintenu son attitude indépendante envers le dernier.

## Famille
Horsman épouse Charlotte Louisa, fille unique de John Charles Ramsden, député, le 18 novembre 1841. Il meurt à Biarritz, en France, le 30 novembre 1876, à l'âge de 68 ans, et y est inhumé le 2 décembre.

## Publications
1. "Discours sur l'évêché de Manchester Bill", 1847, deux éditions.
2. "Cinq discours sur les affaires ecclésiastiques prononcés à la Chambre des communes, 1847, 1848 et 1849".
3. "Discours sur l'état actuel des parties et des questions publiques", 1861.

Ses opinions et affirmations ont été critiquées dans «la déclaration de M. Horsman concernant le bail du manoir Horfield», par JH Monk, évêque de Gloucester, 1852; dans "La motion de M. Horsman à la Chambre des communes [sur l'institution de Bennett au presbytère de Frome], testée par des extraits de" Lettres à mes enfants "", par le révérend. WJE Bennett, 1852 (HANSARD, 20 avril 1852, p.   895–916); et dans "Un taux d'usurpation des limites d'escompte et empêche les classes ouvrières d'obtenir un emploi. Être une réponse à M. Horsman ", par R. Wason, 1866.